# San Gregorio d'Ippona
San Gregorio d'Ippona (tiếng Hy Lạp: Agios Gregorios Ipponias) là một đô thị ở tỉnh Vibo Valentia trong vùng Calabria, có cự ly khoảng 50 km về phía tây namcủa Catanzaro và khoảng 2 km về phía đông nam của Vibo Valentia. Tại thời điểm ngày 31 tháng 12 năm 2004, đô thị này có dân số 2.278 người và diện tích là 12.4 km².
San Gregorio d'Ippona giáp các đô thị: Francica, Jonadi, San Costantino Calabro, và Vibo Valentia.